# Santa Magdalena de Serramitja
Santa Magdalena de Serramitja és la capella de la casa de Serramitja, del terme municipal de Moià (Moianès, Bages). Està protegida com a bé cultural d'interès local.

## Descripció
És una capella petita d'una sola nau amb absis poligonal, encarada a migdia. Portal de pedra rectangular amb llinda també de pedra damunt del qual hi ha una fornícula, avui buida. La coberta de teula és a dues aigües. A l'altura del transsepte hi ha una capella lateral (costat occidental) construïda entre dos contraforts. A llevant de l'edifici i adossat al mateix, hi ha una casa de pagès de construcció posterior. El conjunt és coronat per una espadanya de reduïdes dimensions. La llum la rep des d'un òcul circular de pedra situat tot just per damunt de la fornícula.

## Història
L'existència de la capella de Santa Magdalena és datada des del segle xiii. L'any 1288 Elisenda de Vilarjoan fa en el seu testament un llegat per aquesta capella. L'any 1419 Pere Joan Codony i la seva muller Caterina feren donació als vicaris de Moià. En aquell segle comença a tenir un ermità que encara hi era l'any 1749, segons documents de Vic. L'edifici actual fou aixecat el segle xviii aprofitant possiblement les estructures de l'edifici anterior.